# Smoszew
Smoszew – wieś w Polsce położona w województwie wielkopolskim, w powiecie krotoszyńskim, w gminie Krotoszyn.
W pobliżu Smoszewa znajdują się: leśny rezerwat przyrody Dąbrowa Smoszew i potrójna lipa.
W wieku XVIII własność Kierzkowskich herbu Krzywda. W Smoszewie urodził się płk. Jakub Filip Kierzkowski, słynny oficer napoleoński i pamiętnikarz.
Miejscowość leżała w obrębie księstwa krotoszyńskiego (1819-1927), którym władali książęta rodu Thurn und Taxis. W okresie Wielkiego Księstwa Poznańskiego (1815-1848) miejscowość wzmiankowana jako Smoszewo należała do wsi większych w ówczesnym pruskim powiecie Krotoszyn w rejencji poznańskiej. Smoszewo należało do okręgu krotoszyńskiego tego powiatu i stanowiło odrębny majątek, którego właścicielem był wówczas książę Maximilian Karl von Thurn und Taxis. Według spisu urzędowego z 1837 roku wieś liczyła 224 mieszkańców, którzy zamieszkiwali 22 dymy (domostwa).
W latach 1975–1998 miejscowość administracyjnie należała do województwa kaliskiego.
Zobacz też: Smoszewo